# Ruda (gromada w powiecie wieluńskim)
Ruda – dawna gromada, czyli najmniejsza jednostka podziału terytorialnego Polskiej Rzeczypospolitej Ludowej w latach 1954–1972.
Gromady, z gromadzkimi radami narodowymi (GRN) jako organami władzy najniższego stopnia na wsi, funkcjonowały od reformy reorganizującej administrację wiejską przeprowadzonej jesienią 1954 do momentu ich zniesienia z dniem 1 stycznia 1973, tym samym wypierając organizację gminną w latach 1954–1972.
Gromadę Ruda siedzibą GRN w Rudzie utworzono – jako jedną z 8759 gromad na obszarze Polski – w powiecie wieluńskim w woj. łódzkim, na mocy uchwały nr 40/54 WRN w Łodzi z dnia 4 października 1954. W skład jednostki weszły obszary dotychczasowych gromad Ruda, Nowy Świat i Przycłapy oraz kolonia Widoradz-Góry z dotychczasowej gromady Widoradz ze zniesionej gminy Olewin w tymże powiecie. Dla gromady ustalono 16 członków gromadzkiej rady narodowej.
31 grudnia 1959 gromada Ruda przeszła przez serię zmian:
- z gromady Ruda wyłączono[8]:
  - wieś Przycłapy oraz kolonię i parcelę Janinów włączając je do gromady Wierzchlas,
  - kolonię Widoradz włączając ją do gromady Olewin,
  - część gruntów wsi Ruda o powierzchni około 37 ha, położonych przy wsi Strugi, włączając obszar ten do gromady Mierzyce;
- do gromady Ruda przyłączono:
  - obszar zniesionej gromady Dąbrowa[9],
  - obszar zniesionej gromady Gaszyn[9],
  - wieś Bieniądzice, wieś Niedzielsko oraz wieś i kolonię Urbanice z gromady Czarnożyły[8];
- siedzibę GRN przeniesiono z Rudy do miasta Wieluń[9].

1 stycznia 1970 z gromady Ruda wyłączono część obszaru wsi Dąbrowa o powierzchni 50,82, ha włączając ją do miasta Wieluń.
Gromada przetrwała do końca 1972 roku, czyli do kolejnej reformy gminnej.